# 格義仏教
格義仏教（かくぎぶっきょう）とは、インドより中国へ伝来したサンスクリットで書かれた仏教の経典を、中国古来の固有の思想、とりわけ老荘思想の用語を用いて解釈しようとした態度のこと。
「格義」とは「義（教え）を格（あ）てる」という意味である。
インド西域の言語で書かれた仏教経典が中国で漢訳され始めた2世紀頃には、気候風土や死生観といった文化的な差異の大きい概念や、中国には無い事物や概念を訳する場合には、黄老思想や儒教など中国文化の中で使われている単語や、それらの流儀に沿った造語が当てられた。そのため、意図するしないに関わらず漢字の持つ中国思想のイメージと仏典の内容を重ね合わせたり、仏典を改変する形で理解される場合も多かった。例えば、「仏陀」は中国の聖人に当たる「大聖」と訳されたため、その教えは「聖道」や「聖教」と呼ばれ、その学術研究は「聖学」と呼ばれた。
魏晋の時代には漢訳経典に基づいた仏教が広まったが、玄学や儒教を「外典」と呼び、儒教の経典解釈学の手法に倣って、中国古典の概念を仏法に適宜当てはめて教理を理解する「格義」と称する解釈法が『高僧伝』中の人物の間でも一般的に行われていた。例えば、竺法雅や康法郎といった漢人の僧は、仏教の五戒を儒教の五常（仁・義・礼・智・信）に配当して説き、貴族や士大夫への講釈で人気を得ていた。
五胡十六国時代になり、仏図澄の門人だった釈道安は、格義仏教では仏教本来の思想を正しく理解することが困難であり、仏教の理解には仏教本来の解釈によらなければならない、と、時には自ら格義を用いつつも安易な解釈法を批判し、中国仏教の修正を図った。時を同じくして長安に来朝した鳩摩羅什による新たな大量の訳経と相まって、格義仏教は一転して影をひそめることとなった。

## 関連文献
- 伊藤隆寿　『中国仏教の批判的研究』　大蔵出版、1992年。 ISBN 4804305238